# Mixomelia relata
Mixomelia relata là một loài bướm đêm trong họ Noctuidae.